# نظریه رشد مرحله‌ای پیاژه

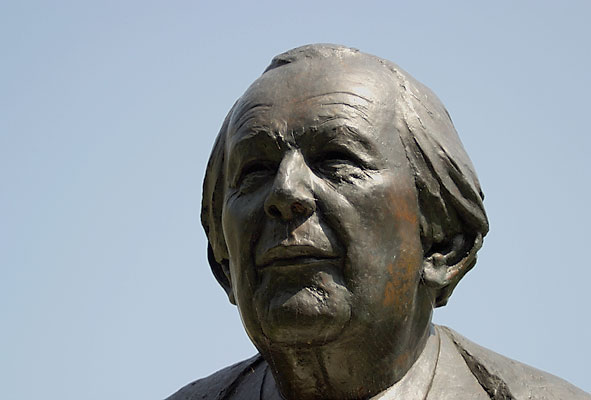
مجسمه ژان پیاژه در ژنو

نظریهٔ رشد شناختی پیاژه توضیح می‌دهد که کودکان چگونه در طول زمان توانایی‌های ذهنی و فکری خود را رشد می‌دهند. پیاژه باور داشت که کودکان موجوداتی فعال هستند که با کنجکاوی خودشان محیط را کشف می‌کنند و در نتیجهٔ این تعامل، شناخت آن‌ها به‌تدریج پیچیده‌تر می‌شود. او رشد ذهنی را فرآیندی مرحله‌به‌مرحله می‌دانست و معتقد بود که هر مرحله دارای ویژگی‌ها و شیوهٔ تفکر خاصی است که کودک برای رسیدن به مرحلهٔ بعد باید آن‌ها را پشت سر بگذارد.
به‌طور کلی، پیاژه رشد ذهنی را نه‌فقط افزایش اطلاعات، بلکه تحول در شیوهٔ اندیشیدن می‌دانست. او نشان داد که کودکان در سنین مختلف، جهان را به شکل‌های کاملاً متفاوتی درک می‌کنند و این درک به‌تدریج با رشد و تجربه تغییر می‌کند. این نظریه تأثیر زیادی بر آموزش و شیوه‌های تربیتی گذاشته و کمک کرده است تا درک بهتری از نحوهٔ یادگیری کودکان به‌دست آید.
نظریه پیاژه درباره رشد شناختی یک نظریه جامع درباره طبیعت و تکامل هوش انسانی است. این نظریه، اولین بار توسط فیزیولوژیست تکاملی سوئیسی، ژان پیاژه (۱۸۹۶–۱۹۸۰) ارائه گردید. نظریه رشد مرحله‌ای پیاژه، به مطالعهٔ توانایی‌های کودکان که به‌طور طبیعی رشد می‌کنند و تعاملات آنان با محیط، علاقه‌مند شد. علت این علاقه تا حد زیادی، مشاهدهٔ رشد و رفتارهای فرزندان خودش بود. پیاژه بر این باور بود که در فرایند رشد، خود کودک شرکت کننده‌ای فعال است و دست روی دست نمی‌گذارد تا رشد بیولوژیک یا محرک‌های خارجی، کار خودشان را بکنند. او کودکان را دانشمندانی کنجکاو می‌دانست که به تحقیق و آزمایش دربارهٔ اشیای درون محیط دست می‌زنند تا ببینند چه اتفاقی خواهد افتاد. مثلاً، اگر گوش عروسک خود را بمکم، چه اتفاقی خواهد افتاد؟ یا اگر بشقابم را به سمت لبهٔ میز هل دهم، چه خواهد شد. نتیجهٔ این آزمایش‌ها، برای ساختن طرحواره‌ها به کار می‌رود. طرحواره عبارت است از نظریه یا مدلی دربارهٔ این که اشیا و رویدادهای اجتماعی و فیزیکی چگونه عمل می‌کنند. همچنین کودکی که با رویداد یا شیء تازه مواجهه پیدا می‌کند، تلاش می‌کند تا آن را جذب نماید. جذب به معنی درک اشیا و رویدادهای تازه، بر اساس طرحواره‌های از پیش موجود می‌باشد. به باور پیاژه اگر تجربهٔ تازه در طرحوارهٔ موجود جا نشود، کودک مانند همهٔ دانشمندان خوب، اقدام به انطباق خواهد کرد. انطباق یعنی دگرگون کردن طرحواره برای آنکه اطلاعات تازه در آن جا شوند. به این ترتیب جهان‌بینی کودک گسترش می‌یابد.
نخستین شغل پیاژه پس از فوق لیسانس روان‌شناسی، کار در آزمایشگاه آلفرد بینه بود. پیاژه در طول کار، به این موضوع علاقه‌مند شد که چرا همهٔ کودکان اشتباهات مشابهی را انجام می‌دهند. نحوهٔ استدلال آنان با اشخاص بزرگسال چه تفاوتی دارد؟ او به مشاهدهٔ فرزندان خود پرداخت؛ به بازی کردن‌های آنان دقت کرد؛ به آنان سوالات و مسائل علمی و اخلاقی ساده داد و از آنها خواست که دلیل پاسخ‌های خود را بگویند. مشاهده‌های پیاژه او را متقاعد کرد که توانایی کودکان در تفکر و استدلال از یک سری دوره‌ها عبور می‌کند؛ دوره‌هایی که از لحاظ کیفی با یکدیگر تفاوت دارند. او رشد ذهنی را به چهار دوره کلی تقسیم نمود. این چهار مرحله عبارتند از: مرحله حسی-حرکتی، مرحله پیش‌عملیاتی، مرحله عملیات عینی و در نهایت مرحله عملیات صوری پیاژه معتقد بود که مراحل رشد شناختی به ترتیب خاصی اتفاق می‌افتند و هر فرد باید این مراحل را به ترتیب طی کند.

## مراحل

### حسی حرکتی (از بدو تولد تا ۲ سالگی)
پیاژه دو سال نخست زندگی رادوره حسی-حرکتی می‌داندکه خود دارای شش مرحله می‌باشد. مرحلهٔ حسی حرکتی زمانی است که نوزادان مشغول کشف روابط بین اعمال و پیامدهای اعمال خویش هستند. آنها متوجه می‌شوند که برای دست یافتن به یک شیء تا چه اندازه باید دست خود را دراز کنند، و وقتی بشقاب را به سمت لبهٔ میز هل می‌دهند، چه روی می‌دهد؛ و به این ترتیب آنها کم‌کم، متوجه می‌شوند که وجودی مستقل دارند و بخشی از اشیای دیگر نیستند. کشف مهم در این مرحله، مفهوم پایداری یا ماندگاری اشیا است. پایداری اشیا به این واقعیت اشاره می‌کند که یک شیء حتی اگر از جلوی چشمان کودک برداشته شود، به وجودیت خود ادامه خواهد دادهنگامی که یک کودک هشت‌ماهه می‌خواهد اسباب بازی خاصی را بردارد، اگر بر روی آن پارچه‌ای بیندازیم، او بلافاصله دست از تلاش برخواهد داشت، انگار که علاقهٔ خود را به آن از دست داده‌است و مطمئن است که هر چیزی که به چشم نیاید وجود ندارد. او نه متعجب می‌شود و نه ناراحت. اما یک کودک ده‌ماهه، باز هم به دنبال اسباب بازی پنهان شده در زیر پارچه خواهد گشت. بچه‌های بزرگ‌تر که به مفهوم پایداری اشیا دست یا فته‌اند، می‌دانند که آن شیء هنوز وجود دارد هر چند که دیده نمی‌شود. البته در این سن نیز کودک در جستجوی اشیای پنهان شده مهارت زیادی ندارد. کودکی که توانسته‌است چندین بار شیء را در جای خاصی پیدا کند، باز هم به جستجو در همان محل ادامه می‌دهد حتی اگر یک بزرگ‌تر آن شیء را جلوی چشم کودک در جای دیگری پنهان کرده باشد. تنها حدود یک سالگی است که کودک در جایی به دنبال شیء خواهد گشت که آخرین بار آن را در آنجا دیده‌است و برایش مهم نیست که در دفعات پیش از بار آخر، آن‌ها را در کجا دیده‌است.

### پیش عملیاتی (۲-۷ سال)
کودکان استفاده از سمبل‌ها را آغاز می‌کنند. کلمات سمبل هستند و می‌توانند معرف اشیا یا گروه‌هایی از اشیا باشند. یک شیء می‌تواند معرف شیء دیگری باشد. کودک سه ساله سوار یک تکه چوب می‌شود و گمان می‌کند که اسب است و با آن دور اتاق اسب سواری می‌کند. کودکان سه و چهار ساله می‌توانند از کلمات استفاده کنند، اما کلمات و تصاویر ذهنی ان هابه شیوهٔ منطقی مرتب نشده‌است. در مرحلهٔ پیش عملیاتی، کودک هنوز برخی قوانین یا عملیات ذهنی را بلد نیست. عملیات یعنی، روشی ذهنی برای تجزیه، ترکیب، ویا تبدیل اطلاعات به شیوه‌ای منطقی. مثلاً اگر اب یک لیوان بلند و باریک را به داخل یک لیوان کوتاه و پهن بریزیم، اشخاص بالغ خواهند گفت که مقدار اب تغییری نکرده‌است زیرا می‌توانند این مراحل را در ذهنشان معکوس کنند، یعنی می‌توانند در ذهن خودشان اب را دوباره در لیوان بلند وباریک بریزند و در نتیجه به حالت نخست در بیاورند. در مرحلهٔ پیش عملیاتی کودک نمی‌تواند عملیات ذهنی را در ذهن خود معکوس کند یا این کار را بسیار ضعیف انجام می‌دهد. در نتیجه به باور پیاژه، کودکان پیش عملیاتی هنوز به نگهداری ذهنی دست نیافته‌اند. نگهداری ذهنی، یعنی درک این واقعیت که مقدار یک ماده، حتی پس از عوض شدن شکل آن ثابت می‌ماند. این کودکان متوجه نمی‌شوند که مقدار اب، حتی پس از آن که از لیوان بلند وباریک به لیوان کوتاه و پهن ریخته می‌شود، یکسان باقی می‌ماند و ثابت است.

### عملیات عینی (از ۷ سالگی تا ۱۱ سالگی)
مرحله عملیات عینی کودک تنها بر اساس آنچه که مشاهده می‌کند و می‌تواند موضوعات را لمس کند پاسخ صحیحی می‌دهد اما در خصوص موضوعاتی که عینیت ندارند و ملموس نمی‌باشند یعنی موضوعات مجرد و انتزاعی توانایی ارائه پاسخ صحیح را ندارد. استدلال قیاسی که در آن از دو مقدمه، نتیجه‌ای منطقی گرفته می‌شود، در این مرحله پیدامی‌شود. کودک می‌توانند عمل برگشت‌پذیری و انعطاف‌پذیری را به خوبی انجام دهند و به انواع مفاهیم نگهداری از جمله نگهداری وزن، طول، حجم، عدد دست پیدا کرده طبقه‌بندی اشیاء و موضوعات گوناگون به خوبی صورت می‌پذیرد درک رابطه جزء و کل نزد کودکان شناخته می‌شود. مطلوب‌ترین پیامد در این مرحله آن است که کودک به گونه‌ای سالم به قواعد احترام بگذارد و البته این را هم بداند که هر قاعده ممکن است استثنایی موجه داشته باشد.ثبات شیء و بازگشت‌پذیری (Reversibility) در این مرحله شکل می‌گیرد.

### عملیات انتزاعی یا صوری (سن ۱۱ سالگی به بعد)
بالاترین کیفیت شناختی نزد نوجوانان است. توانایی تفکر انتزاعی، استدلال قیاسی را می‌یابد. می‌توانند مفهوم احتمالات را دریابند. مواردی چون تغییر و تفسیر ضرب‌المثل، فرضیه سازی، استدلال کردن بسیار، کاربرد فراوان دارد. نوجوانان می‌توانند پیرامون سئوالات گوناگون که حتی عینیت ندارد به تفکر بپردازند. همهٔ نوجوانان در زمانی واحد و به میزان یکسان به مرحلهٔ عملیات صوری نمی‌رسند و برخی، ممکن است اصلاً به مرحلهٔ تفکر عملیاتی صوری نرسند.